# Фарс

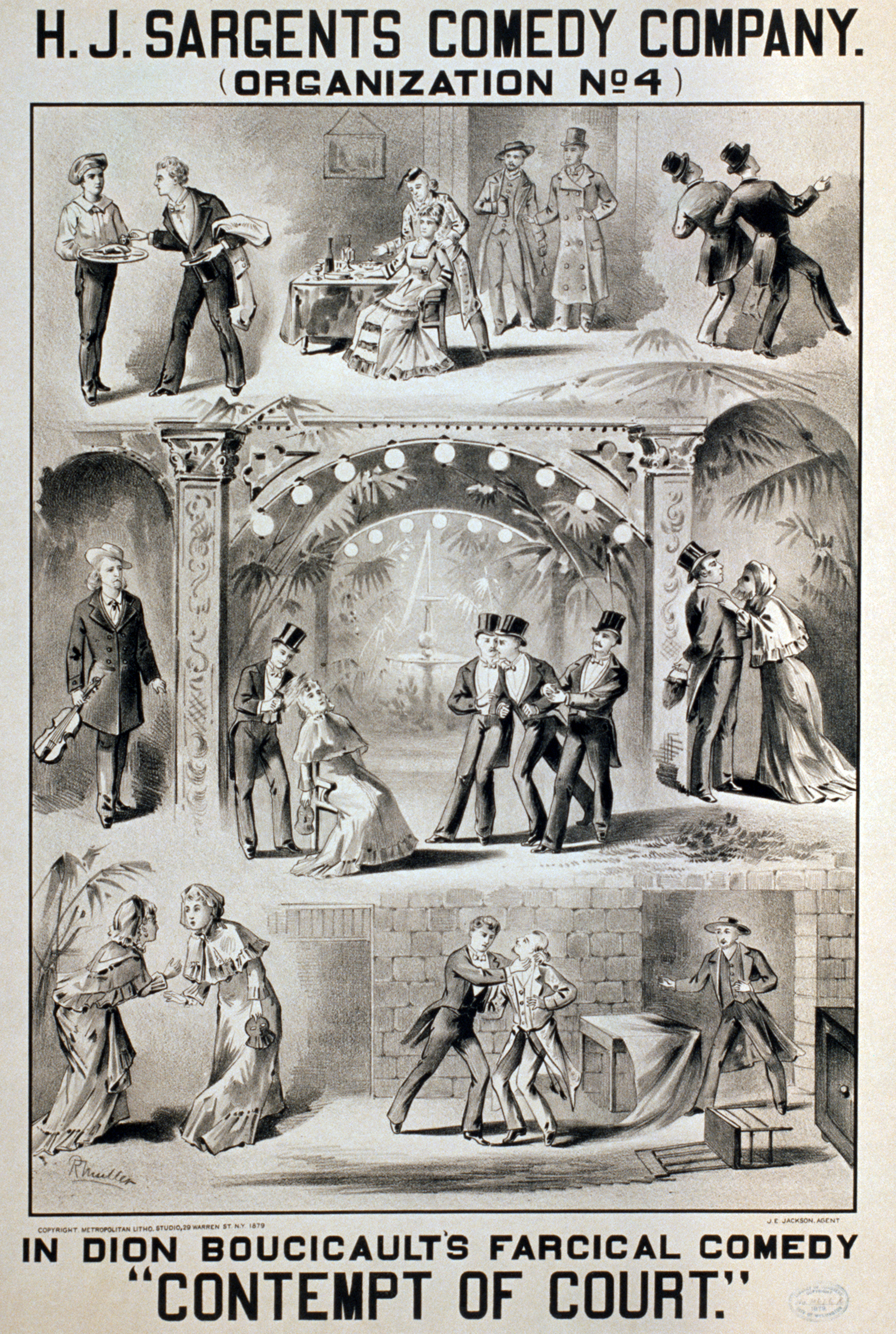
Зразок афіші фарсового спектаклю, 1879 р.

Фарс — театральна або кіно- комедія легкого змісту з лише зовнішніми комічними прийомами.

## Сутність змісту
Для фарсу характерні неправдоподібні парадоксальні ситуації, численні перебільшення, помилки визначення ідентичності особи, гра слів та вербальний гумор, фізичний гумор, зумисне використання абсурду та сильно стилізовані постанови.

## Приклади
- «Комедія помилок» Шекспіра.
- «Тартюф» Мольєра.
- «Ревізор» Гоголя.
- «Операція И та інші пригоди Шуріка» Гайдая.
- «Майн Камфп, або Шкарпетки в кавоварці» Дьєрдя Таборі.
- Ателлана
- «Не дивися вгору» Адама Маккейя